# تشينجاو
تشينجاو ويُعرف أيضًا باسم دون تشينجاو، وهو أحد شخصيات أنمي ون بيس، وهو قرصان سابق، وزعيم عائلة تشينجاو والقائد ال12 لبحرية هابو، وأيضا اِنضم في حدث دريسروزا إلى مدرج الكولوسيوم من أجل الفوز بفاكهة النار ميرا ميرا نومي، ويوجد على رأسه مكافأة تتعدى الـ 500.000.000 .

## مظهره
تشينجاو هو رجل عجوز كبير في السن، لديه حاجب أبيض كثيف مع لحية طويلة وشارب، وهو إنسان ضخم جدًا حيث يبلغ طوله أضعاف الإنسان العادي لكنه ليس بطول إدوارد نيوجيت، وهو أصلع مع رقم 12 على رأسه ليبين انه القائد الـ12، وهو يرتدي قميص أخضر غامق مفتوح الصدر مع بطانة بيضاء، ولديه كرش، وهو يرتدي سروال أصفر اللّون. على الرغم من أنَّ تعابير وجه تشينجاو هادئة جدًا، لأنها تتغير عندما يغضب فدائمًا يرتفع شعر لحيته إلى الأعلى عند الغضب. في شبابه كان يرتدي قميصًا طويلًا في لون أزرق، مع دوائر حمراء ويرتدي رداء لونه اصفر وهو رداء الكابتن، وكان لديه رأس مدببة جدًا وهي تعطيه القوة، مع ذلك فبعد أن لكم مونكي دي جارب رأسه أصبح مسطحًا، ولكن مع لكمة قوية أخرى من مونكي دي لوفي عادت رأسه مدببة مرة أخرى، ولم يمض وقت طويل حتى تعرض من ركلة قوية من حفيده ساي عقفت رأسه المدبب وأثناء تأثير فاكهة هوبي هوبي نومي الخاصة بشوغر، كان يبدو كدمية تشبه سانتا كروز (بابا نويل).

## شخصيته
يبدو ان تشينجاو شخص هادئ جدًا في أغلب الأوقات، فلم يتعجب عندما سحق لوفي سبارتان في الكولوسيوم، عكس الكثير من الناس، وهو دائمًا جاد ورسمي. بعد أن فقد شيء عزيز عليه (رأسه المدبب)، حمل تشينجاو ضغينة، واعتقد بأن الطفل يحمل ذنب والديه، حيث أنه أراد أن يجعل لوفي يدفع ثمن ما فعل جده جارب، وقال أيضًا أنَّه لو علم بأن مونكي دي دراغون هو ابن غارب لقتله، على الرغم من غضبه فيبدو أنَّه لا يقتل أعدائه، وبعد أن عاد رأسه المدبب بفضل لوفي لم يعد يحمل ضغينة وأيضًا هو يكره قراصنة الجيل الأسوأ، وقد أثنى على البحرية عندما قاتلوا إيس قبل عامين حيث أنه قال أنّهم طهروا العالم من دم روجر الشيطاني والقدوة لأغلب القراصنة ويبدو أنَّه واثق من قدراته القتالية كما ظهر عندما قاتل جارب، وفي الكولوسيوم كان يظن بأنه يستطيع هزيمة لوفي على الرغم من سمعة لوفي كقرصان، واعتقد أنه سوف ينجح في قتل لوفي قبل أن يهزم من جارب، كان تشينجاو رحيمًا حيث أنه أمر أتباعه بإرسال اللّصوص الذين كانو ينون سرقة كنزه إلى البحر مثل العديد من شحصيات ون بيس فهو يملك ضحكة خاصة «هياهو».

## علاقاته

### عائلته
يبدو ان لديه علاقة حميمة مع حفيديه ساي وبوو، فعندما حاول قتل لوفي وأصبح غاضبا، بالكاد تمكنا من اهدائه وقد هدئ بالفعل ولم يحاول ايذائهما كما فعل عندما تقاتل مع كافنديش 

عندما تحاول ساي وبوو إلى ألعاب نسي تشينجاو كل شيء عنهما، وقال لدولد (الملك ريكو) أنه تمنى لو كان له أحفاد

و عندما قام ساي بثني رأس تشينجاو، لم يغضب بل بكى من الفرحة لأن حفيده أصبح اقوى منه وقد سلمه لقب الدون (الزعيم)، واعطا التقنية التي ثنا بها رأسه اسم.

### الحلفاء

#### مونكي دي لوفي
تشينجاو اعتبر لوفي عدوه الأساس واراد قتله، بسبب ما فعله جارب به، وقد حمل ضغينة منه وتعرض لهزيمة من لوفي، وكما هو الحال في غارب، فقد بدأ تشينجاو بعدها بمناداة لوفي بـ«كن» التي تدل إلى الاحترام

مع ذلك هذا لم يدم طويلا، في الكولوسيوم عندما عرف بلوفي فقد حاول قتله وتجاهل سبب دخوله للمسابقة، وخلال المعركة، حاول تشينجاو اللحاق بلوفي واسقط الجميع، وقد أراد قتل لوفي من أجل ان يجعل جارب في حزن

و بعد قتال لوفي وتشينجاو في الكولوسيوم، كان يظن تشينجاو انه سيهزم لوفي، رغم ذلك لوفي لم يظهر شيء من قوته لكنه تمكن من هزم تشينجاو، وأعاد رأسه المدبب

و بعد أن عادت رأسه، لم يعد يحمل ضغينة ضد لوفي وأصبح حليفه وقد طلب من حفيده ان يعاونه، وقد شارك في قتال لوفي الحسام ضد دون كيهوتي دوفلامنجو.

### الأعداء

#### دون كيهوتي دوفلامنجو
بعد أن تعرض للخداع من دوفلامنجو وتم حبسه تحت الأرض، حمل الضغينة تجاهه وقال انه سيحمل الحقد على أحفاده (مثل غارب)، وبعد أن تمكن من الخروج ساعد لوفي في قتال قراصنة دوفلامنجو.

#### سيلفر رايلي
على ما يبدو أنَّ تشينجاو يكره رايلي، حيث أنه انزعج عندما علم بأن لوفي تدرب على يد رايلي، أيضًا عندما علم بأن ريلي لا يزال حيًا.

### آخرون

#### مونكي دي جارب
في الماضي بعد أن هزم تشينجاو من قبل جارب، حمل ضغينة ضده واراد قتل لوفي من أجل ذلك، وقد قال بأنه لو علم أن لجارب ابن (دراغون) لقتله، حيث أن لوفي لم يكن موجودًا لو فعلها، وقال انه سيقتل شخص عزيز على جارب

على الرغم من ذلك فأنه يظهر احترام (إن لم يكن سخرية) لجارب عندما يناديه بـ (سان)

و بعد أن عادت رأسه المدبب لم يعد يكره جارب مطلقا ونسي ثأره.

## قوته وقدراته
في عصره الذهبي وعندما كان قرصانا كانت توجد مكافأة على رأسه قدرها 500.000.000 بيلي، لكن قتاله مع جارب سبب ضعف له بعد أن كسر رأسه، وأثناء قتاله مع لوفي، قال ساي بأن تشينجاو أصبح أضعف واستنزف طاقته (رغم أن لوفي لم يستخدم الكثير من قوته)

و كونه زعيم عائلة تشينجاو فهو يملك السلطة فيها، وقد تمكن من البقاء حيا بعد لكمة نائب الادميرال جارب التي كسرت رأسه، وأيضا لديه قدرات قتالية فريدة من نوعها.

### القدرات البدنية

#### الهاسشوكين
يستخدم تشينجاو في قتاله رأسه المدبب القوي، وأيضا يداه بعد أن هزم من جارب، كانت ضربة رأسه قوية جدا لدرجة تكسير القارة الجليدية، وأيضا رأسه مثل الحفار قادر على تركيز كول قوته فيها، وبعد أن عادت رأسه مدببة بفضل لكمة لوفي عادت قوة تشينجاو الاسطورية منذ ثلاثين سنة، حيث أنه قسم ساحة الكولوسيوم لنصفين بسهولة، وهو قادر على تحطيم أي شيء بسهولة برأسه، ومع ذلك فقد تم ثني رأسه بركلة قوية من ساي ولم يعد بكامل قوته

حتى عندما كانت رأسه مسطحة كانت قوية أيضا وقادرة على التصدي للسيوف وتحطيم الصخور، كما فعل عندما تصدى لبعض ضربات لوفي، وتصدى لضربة كافنديش بالسيف القوية، ومع ذلك تم كسر رأسه بضربة «مسدس الفيل» من لوفي

و أيضا تمكن من هزيمة الكثير من المصارعين في الكولوسيوم فقد هزم «إيديو» بطل الملاكمة بضربة واحدة وبسهولة، وهو متين الجسد أيضا فقد تحمل ضربة حادة من سيوف «جان انجو» لكنه نزف قليلا وشعر بالألم، وقد تمكن من رد الأدوات الحادة من جسده وجعلها تنقذف.

#### الهاكي
و قد تبين بان تشينجاو متقن لأقوى أنواع الهاكي وهو الهاكي الملكي، حيث أنه اسقط معظم منافسين الحلبة، وهو انجاز مثير للإعجاب لأن اغلب المنافسين اقوياء 

و هو قادر على استخدام هاكي التصلب الذي يزيد قوته كثيرا فقد تقاتل مع لوفي بواسطته، وأيضا هو يستخدم هاكي التصلب مع رأسه المدبب دائما ليكون قوي جدا.

## معاركه
- تشينجاو ضد مونكي دي جارب

النتيجة: فوز جارب بسهولة
- تشينجاو ضد لوفي وكافنديش

النتيجة: تدخل ساي وبوو
- تشينجاو ضد مصارعين الكولوسيوم

النتيجة: فوز تشيناو بسهولة
- تشينجاو ضد مونكي دي لوفي

النتيجة: فوز لوفي
- مصارعين الكولوسيوم ضد قراصنة دونكيهوتي وتتضمن:
- تشينجاو والملك إليزابيلو ضد بيكا

النتيجة: فوز تشينجاو وإليزابيلو
- تشينجاو ضد بيبي 5 (فلر)

النتيجة: لم يفز أحد
- تشينجاو ضد لاو جي

النتيجة: فوز لاو جي.

## هوامش
- تشينجاو (青椒) في اللغة الصينية تعني الفلفل الحار.
- تشينجاو يمتلك أعلى مكافأة ظهرت حتى الآن لشخص لا يمتلك فاكهة شيطان وهي أكثر من 500.000.00 بيلي.
- مثل نائب الادميرال «ستروبري»، فرأس تشينجاو الطويل يشبه «فوكوروكوجو»، واحدة من آلهة الحظ في الفولكلور الياباني الذي يعتقدون أنه جبين طويل.
- وقد اقتبست عبارة «افتح تشينجاو» من العبارة الشهيرة «افتخ يا سمم» من قصة علي بابا والأربعين لص، حيث تستخدم الكلمة لفتح كهف مليء بالكنوز.